# RS-482
Pour les articles homonymes, voir Route 482.
La RS 482 est une route locale du Centre-Est de l'État du Rio Grande do Sul, reliant la RS-130, sur le territoire de la municipalité d'Arroio do Meio, à la commune de Capitão. Elle dessert ces deux seules villes, et est longue de 17 km.